# 戴麟经
戴麟经（1906年—1968年），浙江省桐鄉人，已故中国足球运动员和教练，前中華民國國腳，是第一位率领中国国家队參加世界杯预选赛的主教练。

## 生平
戴麟经出生于浙江省崇德县（今桐乡市）崇福镇，小学毕业后跟隨父母搬家到上海，中學就讀南洋公學，之后升讀交通大学，取得經濟學碩士，畢業後轉入暨南大学。
1926年，进入了由球王李惠堂組建的樂華足球隊，迅即闖出名堂，成為球隊主力中锋，「戴中鋒」外號不脛而走。1927年隨同三華隊訪問澳洲，31場射入28球，入球數僅次於李惠堂。1928年，跟隨暨南大学足球隊訪問東南亞諸國。
1930年，戴麟經入選中華民國代表隊，參加第九屆遠東運動會，首場比賽對菲律賓，戴麟經大演帽子戲法，協助中華民國大勝5比0。第二場對日本，戴麟經射入一球，賽和3比3，並列冠軍。
1932年與李惠堂、陳鎮和等一同到印尼發展。1934年返回上海加盟東華隊，與孫錦順、李堯、韓龍海、賈幼良合稱「東華五鋒」。
1934年最後一屆遠東運動會，以及1936年柏林奧運，戴麟經都因故缺席。
戴麟經於1945年退役，成立合群足球隊，並親自擔任教練培育新秀。
中华人民共和国建立后，戴麟经於1951年應解放軍邀請成立八一足球队，並擔任教练。1956年任國家足球指導委員會副主席。1957年，中国国家队第一次参加世界杯预选赛，出于国籍的考虑，戴麟经接替原来的匈牙利籍主教练约瑟夫成为中国队教练，在与印尼的两回合较量中一胜一负，取得了1949年之後中国大陸的中国国家队第一场正式国际比赛的胜利，不过最终在附加赛中战平，因总进球数少而未能出线。失利后戴麟经辞职。1959年，擔任八一足球队總教練。
文化大革命期間，戴麟经与夫人南洋归侨李爱玲均受到迫害，先后自杀身亡。1978年，得以平反，恢复名誉。